# Вишнёвка (Папернянский сельсовет)
Вишнёвка (бел. Вішнёўка) — агрогородок в Папернянском сельсовете Минского района Минской области Белоруссии. 

## География
Вишнёвка расположена в 11 километрах от МКАД в мядельском направлении. 

## История
В 1941 году в Вишнёвке было 135 двора, 524 жителя. Во время Великой Отечественной войны с конца июня 1941 года по начало июля 1944 года Вишнёвка оккупирована немецкой армией. Оккупанты сожгли 124 двора, целых осталось всего 4 дома, однако сейчас на 16 улицах находится более 400 домов. В 1997 году в Вишнёвке проживало 786 жителей, сегодня — более 1000 человек. По состоянию на 2010 год в Вишнёвка была центром сельскохозяйственно-производственного кооператива "Вишнёвка-2002", в Вишнёвке расположены школа, ясли-сад, амбулатория, отделение связи, магазин.
В 2010 году деревня Вишнёвка Папернянского сельсовета преобразована в агрогородок.

## Достопримечательность
- Братская могила советских воинов на пересечении дорог Минск-Радошковичи и Минск-Вяча, памятник уроженцам и в увековечение памяти 150 воинов 100-й стрелковой дивизии, которые погибли в Великой Отечественной войне.
- Обелиск (поставлен в 1965 году).
- Усадьба Лентовских (построена в XIX — начале XX века)